# Matrix (Geologie)
Als Matrix wird in der Petrographie allgemein die relativ feinkörnige Grundmasse eines Gesteins bezeichnet, von der deutlich grobkörnigere Gesteinsbestandteile unterscheidbar sind. Für den Begriff Matrix im petrographischen Sinn existieren verschiedene spezielle Definitionen, deren Gültigkeit u. a. davon abhängt, welche Art von Gestein betrachtet wird.

## Sedimentgesteine

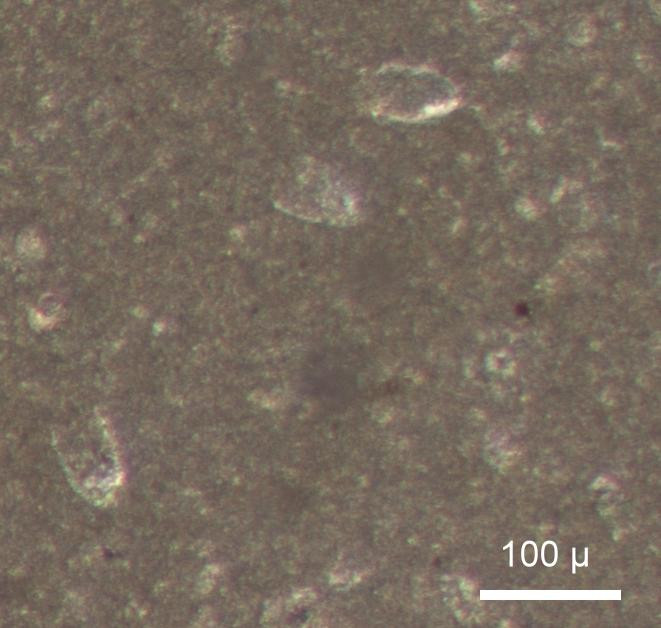
Calpionelliden und andere, nicht zu identifizierende, Komponenten in einer Matrix aus Mikrit, tithonische Kalke der Ardèche, Frankreich. Typisch für die mikritische Matrix ist ihr dichtes Erscheinungsbild bei relativ schwacher Transluzenz.

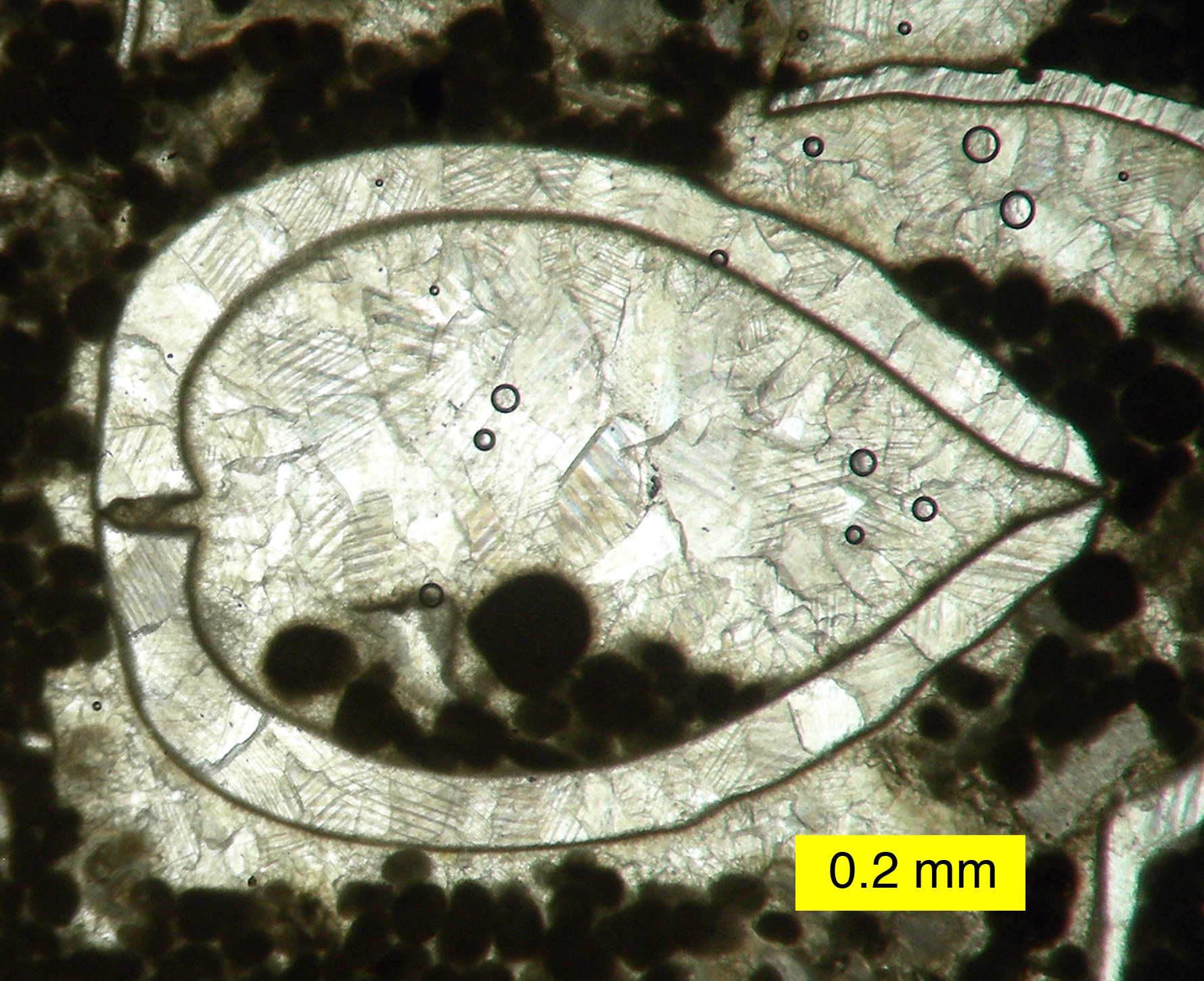
Zum Vergleich: Hochtransparenter sparitischer Zement füllt den Großteil des Hohlraums im inneren einer Muschel, karbonischer Kalkstein aus Nevada.

In der Petrographie der Sedimentgesteine steht die Bezeichnung Matrix für die feinkörnigsten Partikel des Sediments, aus dem das Gestein hervorgegangen ist. Eine exakte Definition hinsichtlich der Korngröße existiert nicht, jedoch werden allgemein Partikel, die kleiner sind als 20 bis 30 µm, der Matrix zugerechnet. Alle Sedimentpartikel, die größer sind, werden als Komponenten * oder Allocheme bezeichnet. Die Größenangaben zeigen, dass eine genaue Untersuchung, welche Bestandteile eines Sedimentgesteins Matrix bzw. Komponenten sind, nicht im Gelände erfolgen kann, sondern mittels Dünnschliffanalyse unter dem Durchlichtmikroskop vorgenommen werden muss.
Die Komponenten können entweder in der Matrix „schwimmen“ d. h., sie sind voneinander isoliert, oder sich gegenseitig „abstützen“, d. h., sie stehen miteinander in direktem Kontakt. Man spricht dann von einem matrixgestützten bzw. einem korngestützten Gefüge. Für mehr oder weniger matrixreiche Sedimentgesteine existieren, abhängig von ihrem Mineralbestand und weiteren speziellen Eigenschaften, unterschiedliche Bezeichnungen. So ist die Grauwacke ein siliziklastisches Sedimentgestein, das generell durch einen relativ hohen Matrixanteil gekennzeichnet ist. Karbonatgesteine mit heterogenem Gefüge werden u. a. als Wackestone (matrixgestützes Gefüge) oder Packstone (komponentengestütztes Gefüge) bezeichnet (siehe Karbonatklassifikation nach Dunham).
Es gibt verschiedene Auffassungen darüber, welche Bestandteile eines Sedimentgesteins als Matrix anzusprechen sind und welche nicht. Im eigentlichen Sinn ist die Matrix stets ein primärer Gesteinsbestandteil, d. h., sie ist mehr oder weniger Zeitgleich mit den Komponenten abgelagert worden. Verhinderten die Ablagerungsbedingungen ein Absaigern von Partikeln in Matrixgröße, so kann der Interstitialraum („Zwischenkornraum“) mit diagenetischen Ausscheidungen (Zement) oder mit Gasen oder Flüssigkeiten (z. B. Luft, Methan, Wasser, Erdöl) gefüllt sein. Der nicht von mineralischer Substanz ausgefüllte Interstitialraum wird auch als Porenraum bezeichnet (vgl. Porosität, Permeabilität). Die Anordnung und Größenverteilung der Körner sowie die Textur und Struktur des Gesteins, einschließlich des Vorhandenseins oder Fehlens von Matrix bzw. Zement, dokumentieren somit die Bildungsbedingungen und den weiteren Werdegang eines Sedimentes. Einige Autoren fassen den Begriff Matrix jedoch weiter und beziehen auch den interstitiellen Zement mit ein. Da Zement und Matrix im eigentlichen Sinn jedoch auf unterschiedliche geologische Prozesse zurückgehen, sollten sie nicht gleichgesetzt, sondern unter dem Oberbegriff „Grundmasse“ zusammengefasst werden.
Bei Kalksteinen kann feinstkörniges interstitielles Material auch als sekundäre Bildung auftreten. Bei diesem handelt es sich dann ebenfalls nicht um Matrix im eigentlichen Sinne, sondern um sogenannten mikrokristallinen Zement. Kann nachgewiesen oder plausibel gemacht werden, dass solch feinkörniges bzw. feinkristallines Material diagenetischen Ursprunges ist, spricht man auch von einer karbonatischen Pseudomatrix.

## Matrix von Makrofossilien und grobklastischen Gesteinen

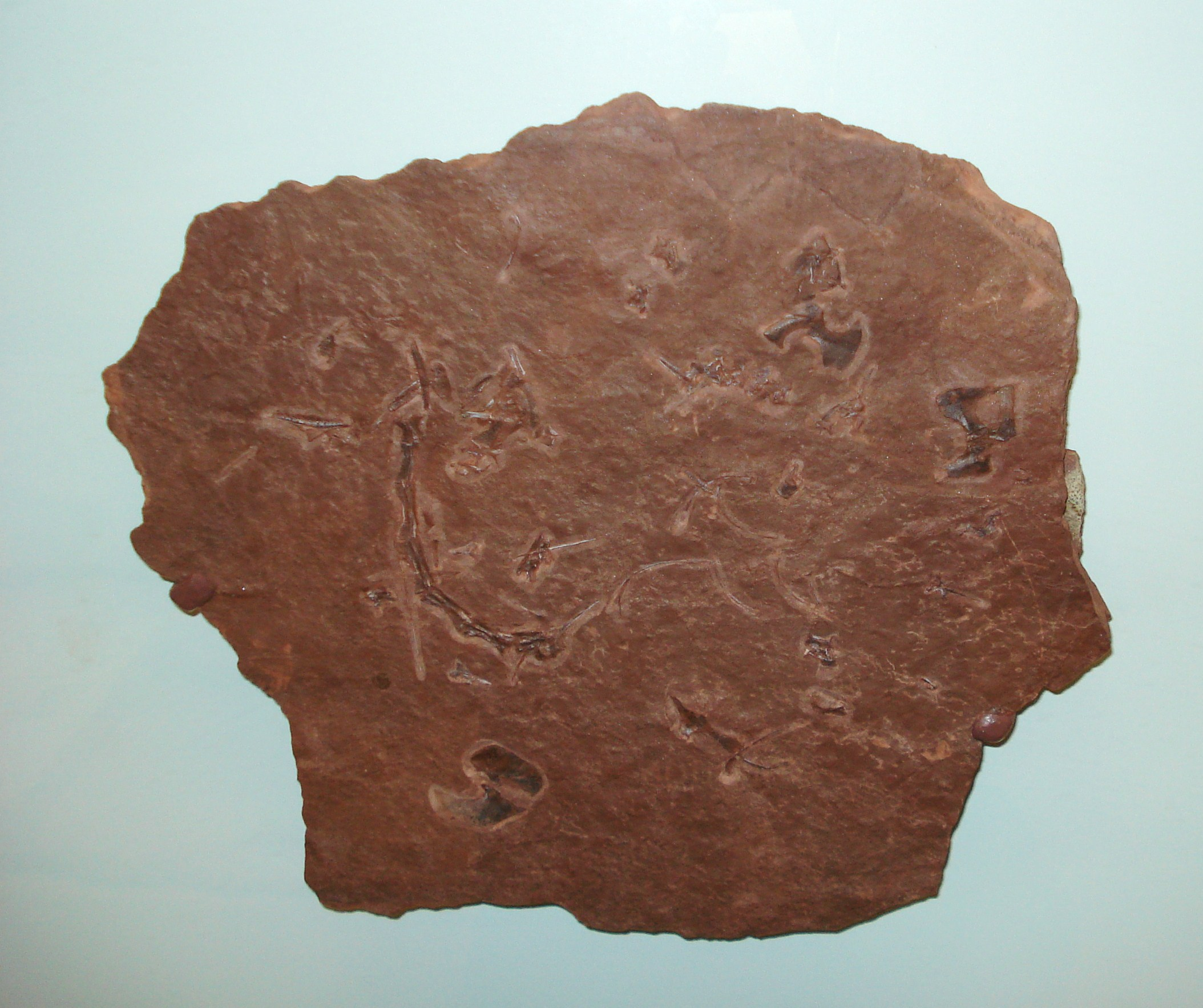
Verstreute Skelettelemente eines tanystropheiden Reptils in einer Matrix aus rotem Feinsand- oder Siltstein, Oberer Buntsandstein von Baden-Württemberg.

Vor allem bei karbonatischen Gesteinen handelt es sich bei den in der Matrix befindlichen Komponenten nicht selten um Mikrofossilien ** (z. B. Globigerinen oder Pteropoden). Paläontologen und Paläobiologen, die sich hingegen mit Makrofossilien beschäftigen, sprechen das Gestein, in dem ein solches Fossil eingebettet ist, ohne Berücksichtigung der sedimentpetrographischen Definitionen des Begriffes, ebenfalls als Matrix (engl. auch host rock) an. Die Matrix eines Makrofossils kann daher relativ grobkörnig sein oder unter sedimentpetrographischen Gesichtspunkten ihrerseits Matrix und Komponenten aufweisen. Die Verwendung der Bezeichnung Matrix für das umgebende Gestein von Makrofossilien ist jedoch nur sinnvoll, wenn ein klarer Materialunterschied vorliegt. Bei Überlieferungsformen wie Abdruck oder Steinkern ist das Material, aus dem Fossil und Matrix bestehen, weitgehend identisch.
Auch bei grobklastischen Gesteinen, Konglomeraten und Brekzien, wird das feinkörnige Material, das sich im Zwischenraum der Gerölle bzw. Fragmente befindet, mitunter als Matrix angesprochen, und zwar in ähnlichem Sinn, wie bei makrofossilführendem Gestein (bisweilen bestehen da auch Überschneidungen, vgl. Bonebed). Das heißt, dass auch Korngrößen mindestens im Grobsiltbereich mit eingeschlossen sein können. Hierbei kann dann zwischen klastengestützter und matrixgestützter Fazies unterschieden werden.

## Magmatische Gesteine
Der Begriff Matrix wird gelegentlich auch in der Petrographie magmatischer Gesteine verwendet. Da der Entstehungsprozess magmatischer Gesteine sich jedoch grundlegend von dem der Sedimentgesteine unterscheidet, ist für die feinkörnigen (eigentlich feinkristallinen) Gesteinsbestandteile die Bezeichnung Grundmasse vorzuziehen. Die gröberen Gesteinsbestandteile heißen nicht Komponenten, sondern Einsprenglinge.

## Tektonische Trümmergesteine
Brekziöse Gesteine, die durch Bewegung an Störungsflächen entstehen, enthalten nicht nur relativ große Bruchstücke, sondern auch Material mit Korngrößen „im µ-Bereich“, das entweder durch dynamische Rekristallisation entstanden oder schlicht durch intensive mechanische Beanspruchung fein gemahlen worden ist. Dieses sehr feinkörnige Material wird mitunter ebenfalls als Matrix bezeichnet. So werden bei den Kakiriten anhand des Matrixanteils tektonische Brekzien (< 10 % Matrix) von Bruchbrekzien (10 bis 50 % Matrix) und Gesteinsmehl (> 50 % Matrix) unterschieden. Bei den Kataklasiten kennzeichnen 10 bis 50 % Matrix einen Protokataklasit und mehr als 90 % Matrix einen Ultrakataklasit.